# Valeriana scandens
Valeriana scandens är en kaprifolväxtart som beskrevs av Pehr Löfling. Valeriana scandens ingår i släktet vänderötter, och familjen kaprifolväxter.

## Underarter
Arten delas in i följande underarter:
- V. s. candolleana
- V. s. subcordata